# Saint-Basile (Québec)
Pour les articles homonymes, voir Saint-Basile.
Saint-Basile est une ville du Québec (Canada), située dans la municipalité régionale de comté de Portneuf, dans la région administrative de la Capitale-Nationale. 

## Toponymie
Elle est nommée en l'honneur de Basile de Césarée, docteur de l'Église.

## Géographie
La rivière Chaude traverse la municipalité du nord-ouest vers le sud-ouest en passant à l'ouest du village jusqu'à sa confluence rive droite avec la rivière Portneuf qui traverse le nord-est de la municipalité puis en délimite le nord-est puis la retraverse vers le sud-ouest. 
La rivière des Sept Îles coule du nord vers le sud-est jusqu'à sa confluence avec la rivière Portneuf dans le sud de la municipalité.
La rivière Blanche en délimite le nord-est en coulant vers l'ouest puis coule jusqu'à sa confluence rive gauche avec la rivière Portneuf.

## Démographie
| 1996  | 2001  | 2006  | 2011  | 2016  | 2021  |
| ----- | ----- | ----- | ----- | ----- | ----- |
| 2 524 | 2 575 | 2 560 | 2 463 | 2 631 | 2 631 |

## Administration
Les élections municipales se font en bloc et suivant un découpage de six districts.
| Saint-Basile Maires depuis 2005                                                                                      |                  |         |          |
| Élection | Maire            | Qualité | Résultat |
| 2005 | Jean Poirier     |         | Voir     |
| 2009 | Jean Poirier     | Voir    |          |
| 2013 | Jean Poirier     | Voir    |          |
| 2017 | Guillaume Vézina |         | Voir     |
| 2021 | Guillaume Vézina | Voir    |          |
| Élection partielle en italique Depuis 2005, les élections sont simultanées dans toutes les municipalités québécoises |                  |         |          |

## Économie

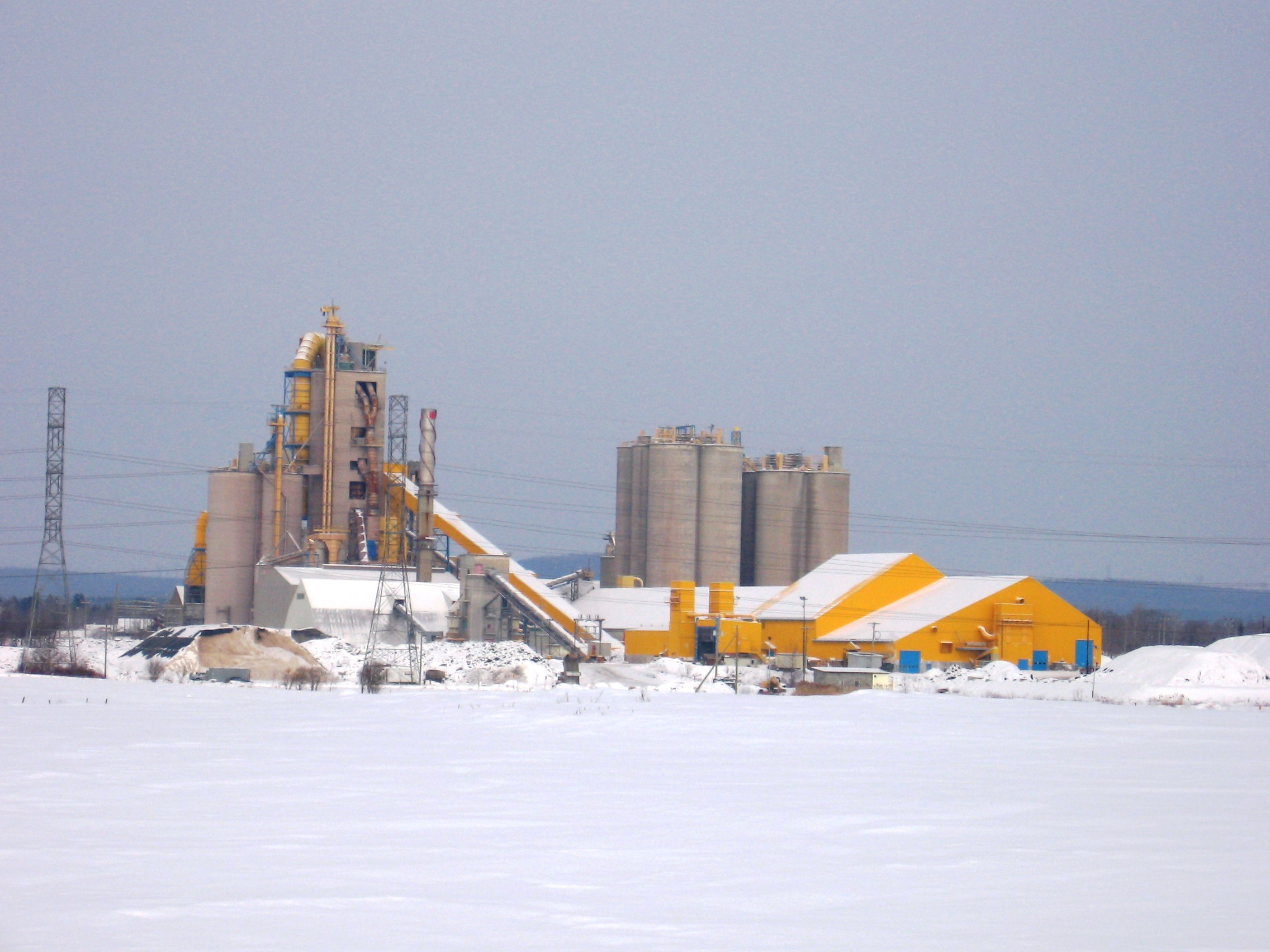
Ciment Québec à Saint-Basile

L'acteur économique principal de Saint-Basile est la cimenterie Ciment Québec Inc. 
Vers la fin des années 1940, le ciment devint une denrée rare au Canada. Alors Gustave Papillon voulut en fabriquer, dès 1947. Pour ce fait, il demanda à son père s'il voulait participer à ce projet. Son père, Ernest-J. Papillon, accepta de s'associer avec lui à la condition que l'entreprise s'enracine dans la ville de Saint-Basile. Dès la première année, Gustave acheta la machinerie et son père s'occupa du financement et des questions juridiques. Alors l'entreprise est née. En 1951, le premier four rotatif fut construit.
En 2005, pour commémorer la mémoire de M. Ernest-J Papillon, le centre communautaire fut nommé en son nom et la ville érigea quelques pièces des vestiges du premier four à ciment près de l'édifice.
Cette usine utilise initialement un procédé dit «humide». Au début des années 1980, une modernisation de l'usine est entreprise avec un passage au procédé de type «sec» (pyroprocédé). Aujourd'hui encore, elle emploie entre 150 et 200 travailleurs au cours de l'année.